# Maine (provinca)
Maine je ena od tradicionalnih francoskih provinc in ustreza stari grofiji Maine s središčem v Le Mansu.
Provinca je bila zaradi strateškega položaja večkrat sporno ozemlje na poti vladarjem sosednjih pokrajin grofije Anjou in Normanskega vojvodstva.
Leta 1051 je večina ozemlja Maine pripadla Anžuvincem, medtem ko so si Normani zgradili na meji več pomembnih oporišč. V začetku 1064 je po krizi anžuvinskega nasledstva normanski vojvod Viljem Osvajalec upadel na ozemlje grofije Maine in jo pri tem zavzel. Njihov nadzor je pomenil zagotovitev varne južne meje Normandije, posledično pa tudi uspešen napad na Anglijo in njeno osvojitev v letu 1066. Tri leta kasneje so se meščani Le Mansa uprli proti Normanom ter jih izgnali, na mesto njih pa so prišli na oblast lokalni grofje. Grofijo Maine je leta 1203 aneksiralo Francosko kraljestvo pod Filipom Avgustom, ki jo je podaril Anžuvincem. 
V času stoletne vojne je bilo ozemlje po bitki pri Verneuilu pod okupacijo Angležev (od 1424 do 1448).